# Chomelia
Chomelia là một chi thực vật có hoa trong họ Thiến thảo (Rubiaceae).

## Loài
Chi Chomelia gồm các loài: